# جنی ژاک
جنی ژاک (انگلیسی: Jennie Jacques؛ زادهٔ ۲۸ فوریهٔ ۱۹۸۹) بازیگر اهل بریتانیا است. وی از سال ۲۰۰۹ میلادی تاکنون مشغول فعالیت بوده‌است.
از فیلم‌ها یا مجموعه‌های تلویزیونی که وی در آن‌ها نقش داشته است می‌توان به جرئت یا حقیقت، وایکینگ‌ها و پدر براون اشاره نمود.